# Wim Crouwel
Willem Hendrik Crouwel, dit Wim Crouwel (né le 21 novembre 1928 à Groningue aux Pays-Bas et mort le 19 septembre 2019 à Amsterdam), est un graphiste et typographe néerlandais.

## Biographie
Wim Crouwel étudie d'abord la peinture dans sa ville natale à l'Academie Minerva (de 1947 à 1949) avant de s'installer à Amsterdam où il rejoint le groupe d'artistes « Creatie » tout en suivant les cours du soir de l'École des Beaux-Arts (IVKNO).
En 1952, grâce au designer Dick Elffers, Wim Crouwel intègre une société spécialisée dans la conception de stands, où il assiste notamment le graphiste suisse Gérard Ifert et le photographe Ernst Scheidegger pour une vaste exposition sur la reconstruction de l'Europe. Il débute ainsi sa carrière de graphiste à partir d'une approche tridimensionnelle, également au centre des activités de l'agence qu'il crée avec l'architecte d'intérieur Kho Liang Ie en 1955. Parmi la clientèle des deux associés, constituée à la fois d'institutions culturelles et d'entreprises privées, les musées occupent une place déterminante. Une collaboration durable et féconde s'instaure ainsi entre Crouwel et le Van Abbe Museum d'Eindhoven, grâce à l'engagement de son directeur Edy de Wilde et à la liberté de création que celui-ci lui octroie.
En 1963, Wim Crouwel s'associe avec Benno Wissing, Friso Kramer ainsi que Paul et Dick Schwarz pour créer Total Design. Cette agence marquera profondément l'environnement graphique des Pays-Bas durant plusieurs décennies, avec la réalisation d'identités visuelles et de systèmes signalétiques pour les plus grandes entreprises publiques ou privées (postes néerlandaises, aéroport de Schiphol), et des institutions culturelles de premier plan, à commencer par le Stedelijk Museum d'Amsterdam (musée d'art moderne et de design, dont la direction échut au même Edy de Wilde). De 1965 à 1983, Wim Crouwel en réalisa tous les catalogues, cartons d'invitation, affiches, et brochures en utilisant une grille homogène. Il souhaitait standardiser la typographie avec une police de caractères d'une hauteur équivalente à la largeur. Ce style devint célèbre sous le nom de SM-design. Total Design participera aussi en 1974 au concours international de l'identité visuelle du futur Centre Pompidou à Paris. L'agence jouera également un rôle formateur auprès d'une génération de designers graphiques, hollandais comme européens, qui feront leurs premières armes au sein de ses équipes. On a pu ainsi considérer Wim Crouwel comme un des plus importants designers de l'histoire graphique hollandaise et européenne.
Wim Crouwel poursuit durant toute sa carrière une activité d'enseignement, dans des écoles d'art à Bois-le-Duc et à Amsterdam, puis à l'université technique de Delft (1972-1985), au Royal College of Art à Londres (1981-1985) et enfin à l'université Erasmus de Rotterdam (1985-1993).
Entre 1985 et 1993, il fut également le directeur du musée Boymans-van Beuningen à Rotterdam.
Wim Crouwel a créé de nombreuses polices de caractères, notamment la New Alphabet en 1967, une typographie expérimentale abstraite, basée sur une matrice de points. Il la créa pour qu'elle soit facilement reproductible sur un écran cathodique.

## Caractères
- Fodor (en)[10] (1964)
- Gridnik (en)(1974)
- New Alphabet 1, 2 and 3 (1967)
- Stedelijk Alphabet

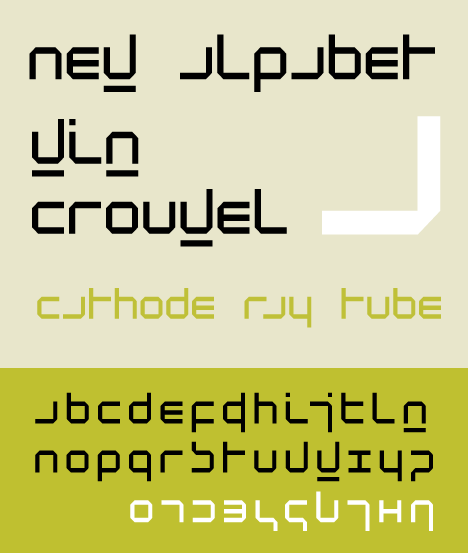
New Alphabet
Gridnik

## Autres réalisations
- Affiche exposition « Fernand Léger » à l'Abbemusuem (février-mars 1957)
- Affiche exposition « Hiroshima » à l'Abbemusuem (mars 1957)
- Cut-up : calendrier pour Van der Geer (1963-1964)
- Logo Rabobank (1973)
- de nombreux timbres pour la poste aux Pays-Bas (en circulation entre 1976 et 2000)[11].

### Sources
- É. Bérard, dossier de presse « Wim Crouwel », galerie Anatome, 2007
- (fr + en) Architectures Typographiques « Wim Crouwel », Catherine de Smet, É. Bérard, 2007